# 平成21年台風第9号
平成21年台風第9号（へいせい21ねんたいふうだい9ごう、アジア名：アータウ〔Etau、命名国：米国、意味：嵐雲〕）は、2009年8月に日本に接近して豪雨をもたらし、被害を出した台風である。2009年9月11日、激甚災害として閣議決定された。被害の大きかった兵庫県では、兵庫県西・北部豪雨（ひょうごけんせい・ほくぶごうう）とも呼ばれる。

## 概要

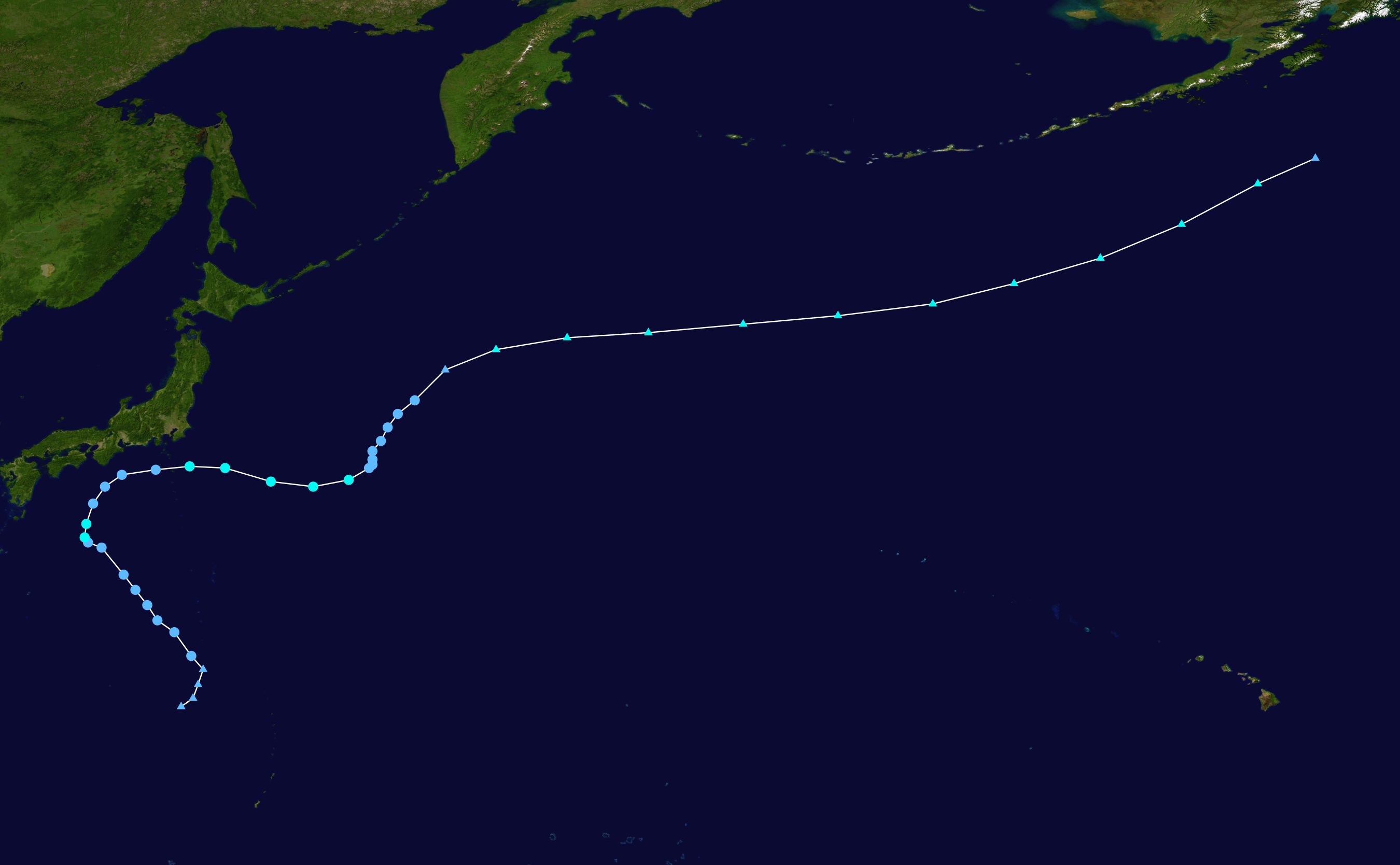
進路図

8月8日9時に日本の南海上で発生した熱帯低気圧は北西進し、8月9日15時に同海域で台風9号となった。9号は北に進み、10日に四国・紀伊半島の南海上を通って、11日には東海地方・関東地方の南海上を通り、日本の東海上へと進んだ。その後、13日9時に本州の東海上で熱帯低気圧に変わり、14日21時に温帯低気圧となった。
熱帯低気圧およびそれから変わった台風9号周辺の湿った空気の影響により、8日から11日にかけて 西日本および東日本の太平洋側と、東北地方の一部で大雨となった。この期間の総雨量は四国の一部で700 mmを超えたほか、徳島県や香川県、岡山県や兵庫県の一部では、8月の月降水量平年値の2倍を超える記録的な大雨となった。
この大雨によって、徳島県、岡山県、兵庫県、長野県の4県で死者25人、行方不明者2人となり、特に兵庫県佐用郡佐用町では死者18人、行方不明者 (状況不明も含む) 2人となった。また岡山県や兵庫県、埼玉県など西日本から東日本の広い範囲で、住家の浸水が約6,700棟を超えるなど、各地で浸水被害や土砂災害が発生。さらに、農業・林業・水産業への被害や鉄道の運休、航空機やフェリーの欠航等による交通障害も発生した。

## 気象状況

### 大雨
1時間雨量
徳島県那賀郡那賀町（木頭）：100.5ミリ（8/10日6時51分まで）
高知県高岡郡津野町（船戸）： 95.0ミリ（8/10日3時14分まで）
木頭、大槌での統計開始以来の極値を更新した。
3時間雨量
徳島県那賀郡那賀町（木頭）：243.0ミリ（8/10日7時10分まで）
兵庫県佐用郡佐用町（佐用）：186.5ミリ（8/9日21時40分まで）
木頭、佐用での統計開始以来の極値を更新した。
24時間雨量
兵庫県佐用郡佐用町（佐用）：327.0ミリ（8/9日23時50分まで）
佐用での統計開始以来の極値を更新した。
72時間雨量
兵庫県佐用郡佐用町（佐用）：349.5ミリ（8/11日23時50分まで）
佐用での統計開始以来の極値を更新した。

## 被害
- 兵庫県21名死亡1名不明、岡山県で1名死亡、徳島県3名死亡、長野県1名死亡、総負傷者23名となっている[1][2]。
- 岡山県美作市で8月15日まで最大2280世帯、兵庫県佐用町で8月19日まで最大4763世帯が断水、総断水世帯数8225世帯となる[18][19]。
- 徳島県、岡山県、兵庫県、長野県、埼玉県など西日本から東日本の広い範囲で住居への浸水が5474棟、全・半壊1306棟、崖崩れ192ヶ所となるなど各地での浸水被害や土砂災害が発生した[1][20][21][22][23]。
- 被害の大きかった佐用町では9日の日降水量が326.5ミリと年間1位を更新。この豪雨によって氾濫した佐用川は、5年前の台風21号でも同じ場所で決壊して洪水になっていた[24][25]。

## 影響

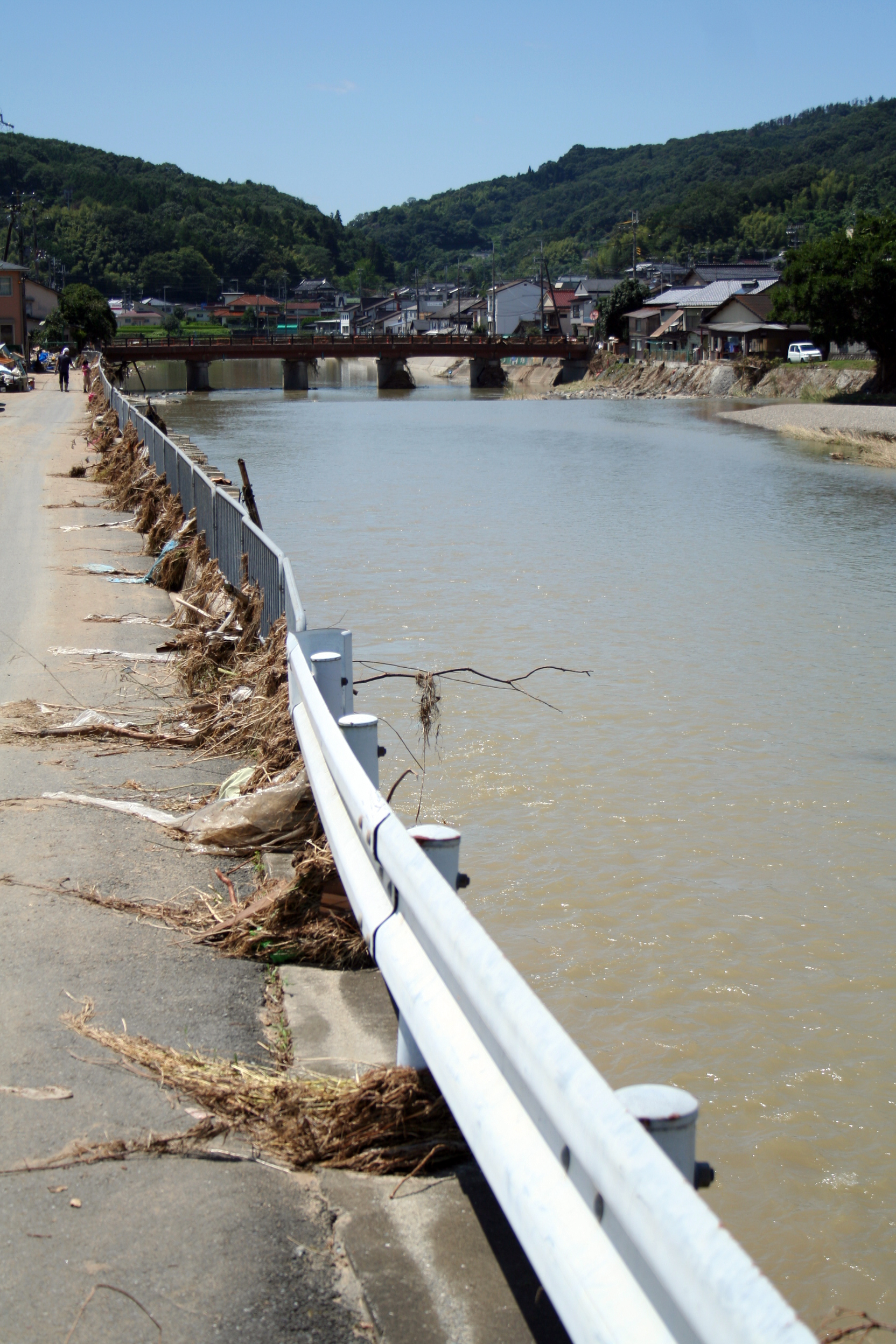
被害の跡が残るフェンス。（兵庫県佐用町佐用川沿いにて）

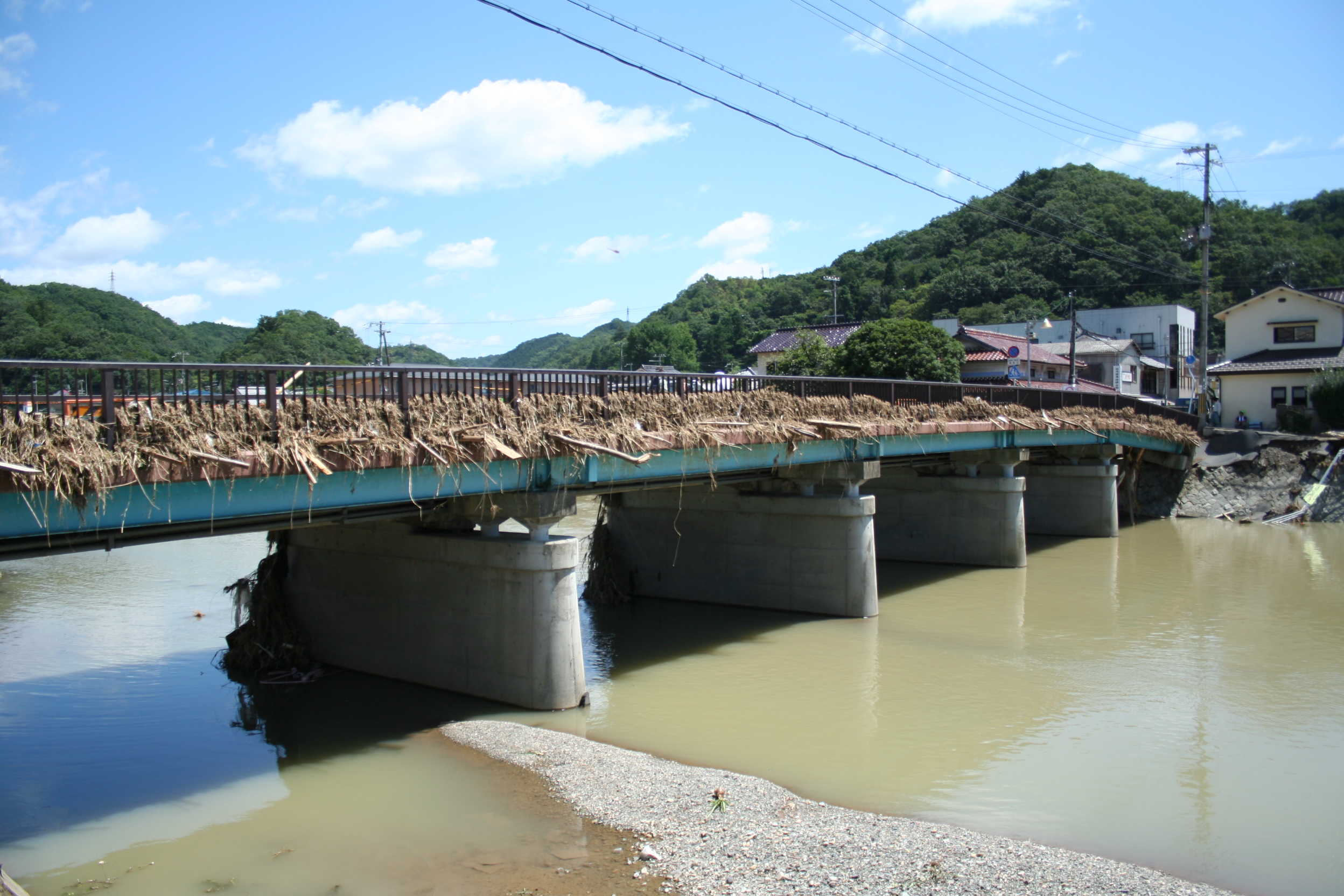
水が引いた後の佐用大橋。欄干に絡まった流木が川の猛威を物語る。

影響が大きかった近畿地方以西における主だった事象について記述する。

### 鉄道
西日本旅客鉄道（JR西日本）
- 姫新線

8月9日-8月20日 : 播磨新宮駅-佐用駅が運休。
8月9日-10月4日 : 佐用駅-美作江見駅が運休。
智頭急行
普通
8月9日-8月28日 : 上郡駅-大原駅が運休。
特急
8月9日-8月28日 : スーパーはくと（平福駅-大原駅）が運休。
8月9日-8月28日 : スーパーいなば（岡山駅-鳥取駅）が運休。
北近畿タンゴ鉄道
- 宮津線

8月9日 : 始発から正午過ぎまで久美浜駅-豊岡駅が運休。

### 道路

#### 一般道路
兵庫県
- 国道429号

8月10日-8月28日 : 宍粟市と朝来市において土砂崩れによる通行止めが8月28日まで続いていた。
当初、国道や県道が88ヶ所の通行止め。市町道については35ヶ所以上が通行止めとなる。現在、2ヶ所で通行止め、2ヶ所で片側規制になっている。
大分県
- 国道502号

8月10日-8月26日 : 竹田市において土砂崩れが発生。自動車5台が土砂に巻き込まれ、3台が大野川へ流される被害が出た。自動車に乗っていた人は全員が救助されている。

#### 高速道路
- 中国自動車道

8月9日-8月10日 : 山崎IC-津山ICが通行止め。佐用ICについては8月12日まで出口が閉鎖されていた。
- 播磨自動車道

8月9日 : 全線が一時通行止め
- 高松自動車道

8月9日 : 鳴門IC-志度ICが一時通行止め。
- 徳島自動車道

8月9日 : 徳島IC-美馬ICが一時通行止め。

## 行政の対応

### 政府
8月11日、19:00に第1回関係省庁連絡会議を開催。
8月22日、麻生内閣総理大臣による兵庫県の現地調査を実施

### 防衛省
兵庫県関係
8月9日、兵庫県知事から災害派遣要請
8月10日、佐用町及び宍粟市において捜索・救助活動、給水支援を実施
8月23日、撤収要請。現地派遣規模は、捜索・救助活動で人員延べ約860名、車両延べ約160両、航空機1機、給水支援活動では、人員延べ約90名、車両延べ約100両。
岡山県関係
8月9日、岡山県知事から災害派遣要請
8月9日、宍粟市において捜索・救助活動、給水支援を実施
8月23日、撤収要請。現地派遣規模は、捜索・救助活動で人員延べ約180名、車両延べ約80両。

### 国土交通省
8月10-14日、排水ポンプ車等延べ 25 台を派遣
8月12-14日、TEC-FORCEを 延べ 21 名派遣

### 自治体

#### 兵庫県
8月9日、兵庫県は、災害救助法を佐用町、宍粟市及び朝来市に適用

#### 岡山県
8月9日、岡山県は、災害救助法を美作市に適用

## その他
- 台風による降雨のために、第91回全国高等学校野球選手権大会において8月9日・8月10日の如水館 - 高知が2日連続でノーゲームとなった[37]。同一試合が2日連続ノーゲームは大会史上初めて[38][39]。
- 兵庫県佐用町において床上浸水の被災をした75歳の女性が自殺している。
- 静岡県においては台風接近中に駿河湾でM6.5、最大震度6弱の地震が発生し、複合災害となった。

## 解説
この台風の特徴として以下が挙げられる。
- 日本のすぐ南で台風となった。この台風の元となった低圧部は、8月3日21時の天気図からグアム島付近に描かれていた。この低圧部はしばらく顕著な発達が見られなかったが、8月8日9時に熱帯低気圧となった。このように日本のすぐ南で発生した台風は、他に平成11年台風第16号や平成16年台風第11号などが挙げられる。
- 台風強度まで発達することが予想されたのは、かなり直前になってからであり、勢力・豪雨の予想は困難であった[40]。
- 豪雨をもたらしたのは、台風本体ではなく、数100km離れた強い雨雲であった[40]。この台風と台風8号との相乗効果があったとも言われている。なお、この台風は上陸はせずに和歌山南部の海上で東に進み太平洋沖でそのまま熱帯低気圧となった。